# Jay Bouwmeester
Jason "Jay" Bouwmeester (* 27. září 1983, Edmonton, provincie Alberta) je bývalý profesionální hokejový obránce.

## Hráčská kariéra
Poté, co hrál hokej ve svém rodném městě Edmontonu za místní tým v lize Alberta Midget Hockey League, přestoupil Bouwmeester v sezóně 1998–99 do týmu Medicine Hat Tigers a za ně odehrál ve Western Hockey League 8 zápasů. V poslední sezóně v Medicine Hat Tigers zaznamenal 61 bodů v 61 zápasech. Byl jmenován do prvního týmu hvězd východu ligy WHL. To samé léto byl Bouwmeester draftován jako třetí v pořadí ve vstupním draftu NHL roku 2002 týmem Florida Panthers, za Rickem Nashem a Kari Lehtonenem.
Po draftu debutoval v NHL následující sezónu v týmu Florida Panthers, hrál ve všech 82 zápasech a dosáhl 16 bodů. Svůj první gól v NHL vstřelil 11. listopadu 2002 proti Chicago Blackhawks – byl to vyrovnávací gól v přesilové hře v čase 51:16.
Během stávky v NHL v sezóně 2004-05 odehrál Bouwmeester svoji třetí profesionální sezónu v American Hockey League za týmy San Antonio a Chicago. Další sezónu 2005–06 NHL pokračovala a Bouwmeester prorazil s 46 body z 82 zápasů a byl jmenován do kanadského výběru pro zimní olympijské hry v roce 2006 na úkor zraněného obránce Scotta Niedermayera. V sezóně 2006–07 hrál ve svém prvním utkání hvězd NHL a zaznamenal 42 bodů.
V sezóně 2007–08 dosáhl největšího počtu gólů ve své kariéře, patnácti. 28. července 2008 souhlasil Bouwmeester jako volný hráč s roční smlouvou na 4 875 000 USD s týmem Panthers. Během sezóny působil jako zástupce kapitána.

## Mezinárodní zápasy
Během své juniorské kariéry reprezentoval Bouwmeester třikrát Kanadu na Juniorském mistrovství světa. V roce 2000 se stal nejmladším hráčem, který kdy hrál za tým Kanady do 20 let. Bylo mu tehdy šestnáct let. Kanada získala bronz, v zápase o bronzové medaile porazila tým Spojených států na penalty. Bouwmeester pak získal bronz s kanadským týmem opět v roce 2001, Kanada porazila Švédsko. Po dvou bronzových medailích se Bouwmeester s kanadským týmem dočkal zápasu o zlato v roce 2002 proti Rusku. I když vedla ve třetí třetině 3:1, prohrála Kanada nakonec s Ruskem 4:5.
Na konci své první sezóny v týmu Florida Panthers debutoval v seniorském týmu Kanady na mistrovství světa v roce 2003 a na cestě ke zlaté medaili získal 7 bodů. Ve finále porazila Kanada Finsko.
V roce 2004 vyhrál Bouwmeester s Kanadou opět zlato na mistrovství světa. O několik měsíců později, v září, hrál na Kanadském poháru 2004. Bouwmeester odehrál čtyři zápasy a získal další zlatou medaili.
8. února 2006 oznámil magazín Hockey Canada, že bude Bouwmeester zařazen na soupisku pro olympijské hry 2006 na místo zraněného obránce Scotta Niedermayera. Kanada však vypadla ve čtvrtfinále s Ruskem.

## Ocenění a úspěchy
- 2000 CHL – All-Rookie Tým
- 2002 CHL – Top Draft Prospect Award
- 2002 CHL – Top Prospects Game
- 2002 MSJ – All-Star Tým
- 2002 MSJ – Nejlepší hráč v pobytu na ledě (+/-)
- 2002 WHL –  První východní All-Star Tým
- 2003 NHL – All-Rookie Tým
- 2003 NHL – YoungStars Roster
- 2003 MS – All-Star Tým
- 2003 MS – Nejlepší obránce
- 2003 MS – Nejproduktivnější junior
- 2004 MS – Vítězný gól
- 2005 AHL – All-Star Game
- 2007 NHL – All-Star Game
- 2008 NHL – Nejvyšší průměr času na ledě
- 2009 NHL – Nejvyšší průměr času na ledě
- 2009 NHL – All-Star Game
- 2009 Triple Gold Club

## Prvenství
- Debut v NHL – 10. října 2002 (Florida Panthers proti Tampa Bay Lightning)
- První asistence v NHL – 10. října 2002 (Florida Panthers proti Tampa Bay Lightning)
- První gól v NHL – 11. listopadu 2002 (Florida Panthers proti Chicago Blackhawks, kanadskému brankáři Jocelyn Thibault)

## Klubová statistika
| Sezóna       | Klub                | Soutěž       |      | Základní část | Základní část | Základní část | Základní část | Základní část |   | Play off | Play off | Play off | Play off | Play off |
| Sezóna       | Klub                | Soutěž       | Z    | G             | A             | B             | TM            | Z             | G | A        | B        | TM       |          |          |
| 1998–99      | Medicine Hat Tigers | WHL          | 8    | 2             | 1             | 3             | 2             | —             | — | —        | —        | —        |          |          |
| 1999–00      | Medicine Hat Tigers | WHL          | 64   | 13            | 21            | 34            | 26            | —             | — | —        | —        | —        |          |          |
| 2000–01      | Medicine Hat Tigers | WHL          | 61   | 14            | 39            | 53            | 44            | —             | — | —        | —        | —        |          |          |
| 2001–02      | Medicine Hat Tigers | WHL          | 61   | 11            | 50            | 61            | 42            | —             | — | —        | —        | —        |          |          |
| 2002–03      | Florida Panthers    | NHL          | 82   | 4             | 12            | 16            | 14            | —             | — | —        | —        | —        |          |          |
| 2003–04      | San Antonio Rampage | AHL          | 2    | 0             | 1             | 1             | 2             | —             | — | —        | —        | —        |          |          |
| 2003–04      | Florida Panthers    | NHL          | 61   | 2             | 18            | 20            | 30            | —             | — | —        | —        | —        |          |          |
| 2004–05      | San Antonio Rampage | AHL          | 64   | 4             | 13            | 17            | 50            | —             | — | —        | —        | —        |          |          |
| 2004–05      | Chicago Wolves      | AHL          | 18   | 6             | 3             | 9             | 12            | 18            | 0 | 0        | 0        | 14       |          |          |
| 2005–06      | Florida Panthers    | NHL          | 82   | 5             | 41            | 46            | 79            | —             | — | —        | —        | —        |          |          |
| 2006–07      | Florida Panthers    | NHL          | 82   | 12            | 30            | 42            | 66            | —             | — | —        | —        | —        |          |          |
| 2007–08      | Florida Panthers    | NHL          | 82   | 15            | 22            | 37            | 72            | —             | — | —        | —        | —        |          |          |
| 2008–09      | Florida Panthers    | NHL          | 82   | 15            | 27            | 42            | 68            | —             | — | —        | —        | —        |          |          |
| 2009–10      | Calgary Flames      | NHL          | 82   | 3             | 26            | 29            | 48            | —             | — | —        | —        | —        |          |          |
| 2010–11      | Calgary Flames      | NHL          | 82   | 4             | 20            | 24            | 44            | —             | — | —        | —        | —        |          |          |
| 2011–12      | Calgary Flames      | NHL          | 82   | 5             | 24            | 29            | 26            | —             | — | —        | —        | —        |          |          |
| 2012–13      | Calgary Flames      | NHL          | 33   | 6             | 9             | 15            | 16            | —             | — | —        | —        | —        |          |          |
| 2012–13      | St. Louis Blues     | NHL          | 14   | 1             | 6             | 7             | 6             | 6             | 0 | 1        | 1        | 0        |          |          |
| 2013–14      | St. Louis Blues     | NHL          | 82   | 4             | 33            | 37            | 20            | 6             | 0 | 1        | 1        | 2        |          |          |
| 2014–15      | St. Louis Blues     | NHL          | 72   | 2             | 11            | 13            | 24            | 6             | 0 | 0        | 0        | 2        |          |          |
| 2015–16      | St. Louis Blues     | NHL          | 72   | 3             | 16            | 19            | 18            | 20            | 0 | 4        | 4        | 24       |          |          |
| 2016–17      | St. Louis Blues     | NHL          | 81   | 1             | 14            | 15            | 28            | 11            | 0 | 0        | 0        | 4        |          |          |
| 2017–18      | St. Louis Blues     | NHL          | 35   | 2             | 5             | 7             | 16            | —             | — | —        | —        | —        |          |          |
| 2018–19      | St. Louis Blues     | NHL          | 78   | 3             | 14            | 17            | 40            | 26            | 0 | 7        | 7        | 18       |          |          |
| 2019–20      | St. Louis Blues     | NHL          | 56   | 1             | 8             | 9             | 20            | —             | — | —        | —        | —        |          |          |
| Celkem v NHL | Celkem v NHL        | Celkem v NHL | 1240 | 88            | 336           | 424           | 635           | 75            | 0 | 13       | 13       | 50       |          |          |

## Reprezentace
| Rok                       | Tým                       | Soutěž                    | Z  | G | A | B  | TM |
| ------------------------- | ------------------------- | ------------------------- | -- | - | - | -- | -- |
| 2000                      | Kanada 20                 | MSJ                       | 7  | 0 | 0 | 0  | 2  |
| 2001                      | Kanada 20                 | MSJ                       | 7  | 0 | 2 | 2  | 6  |
| 2002                      | Kanada 20                 | MSJ                       | 7  | 0 | 2 | 2  | 10 |
| 2003                      | Kanada                    | MS                        | 9  | 3 | 4 | 7  | 4  |
| 2004                      | Kanada                    | MS                        | 9  | 2 | 1 | 3  | 0  |
| 2004                      | Kanada                    | SP                        | 4  | 0 | 0 | 0  | 0  |
| 2006                      | Kanada                    | ZOH                       | 6  | 0 | 0 | 0  | 0  |
| 2008                      | Kanada                    | MS                        | 9  | 0 | 0 | 0  | 4  |
| 2012                      | Kanada                    | MS                        | 8  | 0 | 2 | 2  | 0  |
| 2014                      | Kanada                    | ZOH                       | 6  | 0 | 1 | 1  | 0  |
| 2016                      | Kanada                    | SP                        | 6  | 0 | 1 | 1  | 4  |
| Juniorská kariéra celkově | Juniorská kariéra celkově | Juniorská kariéra celkově | 21 | 0 | 4 | 4  | 18 |
| Seniorská kariéra celkově | Seniorská kariéra celkově | Seniorská kariéra celkově | 57 | 5 | 9 | 14 | 12 |